# 13268 Trevorcorbin
13268 Trevorcorbin (1998 QS34) là một tiểu hành tinh vành đai chính được phát hiện ngày 17 tháng 8 năm 1998 bởi nhóm nghiên cứu tiểu hành tinh gần Trái Đất phòng thí nghiệm Lincoln ở Socorro.
Nó được đặt tên cho Trevor Eugene Corbin Esq.